# 赵华男
赵华男（1986年3月18日—），中国篮球运动员，出生于辽宁。司职得分后卫，效力于北京奥神职业篮球俱乐部。1996年，10岁的赵华男开始接触篮球。1998年被北京奥神选中，从此开始职业篮球生涯。

## 职业生涯
赵华男参加 CBA 2003-2004赛季。
2005年在台北参加海峡杯，同年代表天津队参加第十届全国运动会，2006年夏天随队在拉斯维加斯参加NBA夏季联赛。
2006-2010年参加美国ABA联赛。
2010-2013年参加湖南，河北国际篮球巡回赛。
2012年在湖南国际篮球巡回赛中，赵华男发挥出色，得到26分10篮板。
2013代表北京队参加全国第十二届全国运动会，同年北京奥神男篮的老板李苏突发心梗而离世，奥神队解散。
2014年加入重庆翱龙参加NBL联赛。
2016年赴美深造。

## 生涯数据
以下为个人技术统计记录。
| 单场得分最多:3 | 所在球队：北京奥神 | 主队：江苏中天钢铁(113) VS 客队：北京奥神(105)    | 2003-2004赛季 | 场序：142 |
| 单场篮板最多:2 | 所在球队：北京奥神 | 主队：江苏中天钢铁(124) VS 客队：北京奥神(105)    | 2003-2004赛季 | 场序：97  |
| 单场三分最多:1 | 所在球队：北京奥神 | 主队：吉林九台农商银行(116) VS 客队：北京奥神(99) | 2003-2004赛季 | 场序：75  |
| 单场助攻最多:2 | 所在球队：北京奥神 | 主队：北京奥神(120) VS 客队：佛山友诚金融(100)    | 2003-2004赛季 | 场序：86  |
| 单场盖帽最多:1 | 所在球队：北京奥神 | 主队：北京奥神(116) VS 客队：浙江稠州银行(90)     | 2003-2004赛季 | 场序：60  |
| 单场扣篮最多:1 | 所在球队：北京奥神 | 主队：江苏中天钢铁(113) VS 客队：北京奥神(105)    | 2003-2004赛季 | 场序：142 |
| 单场抢断最多:1 | 所在球队：北京奥神 | 主队：北京奥神(116) VS 客队：浙江稠州银行(90)     | 2003-2004赛季 | 场序：60  |